# 1978年の台風
1978年の台風（1978ねんのたいふう、太平洋北西部で発生した熱帯低気圧）のデータ。台風の発生数は30個であった。

## 月別の台風発生数
| 1月 | 2月 | 3月 | 4月 | 5月 | 6月 | 7月 | 8月 | 9月 | 10月 | 11月 | 12月 | 年間 |
| --- | --- | --- | --- | --- | --- | --- | --- | --- | ---- | ---- | ---- | ---- |
| 1   |     |     | 1   |     | 3   | 4   | 8   | 5   | 4    | 4    |      | 30   |

## 「台風」に分類されている熱帯低気圧

### 台風1号（ナディーン）
197801・01W

### 台風2号（オリーブ）
197802・02W・アタン

### 台風3号（ポリー）
197803・03W・ビシン
| 順位 | 名称                              | 国際名 | 上陸日時               | 上陸地点              |
| ---- | --------------------------------- | ------ | ---------------------- | --------------------- |
| 1    | 昭和31年台風第3号                 | Thelma | 1956年4月25日 7時30分  | 鹿児島県/大隅半島南部 |
| 2    | 昭和40年台風第6号                 | Amy    | 1965年5月27日 12時     | 千葉県/房総半島       |
| 3    | 平成15年台風第4号                 | Linfa  | 2003年5月31日 6時30分  | 愛媛県宇和島市付近    |
| 4    | ジュディ台風（昭和28年台風第2号） | Judy   | 1953年6月7日 9時       | 熊本県八代市付近      |
| 5    | 平成16年台風第4号                 | Conson | 2004年6月11日 16時     | 高知県室戸市付近      |
| 6    | 昭和38年台風第3号                 | Rose   | 1963年6月13日 22時     | 高知県宿毛市付近      |
| 7    | 平成24年台風第4号                 | Guchol | 2012年6月19日 17時     | 和歌山県南部          |
| 8    | 平成9年台風第7号                  | Opal   | 1997年6月20日 11時30分 | 愛知県豊橋市付近      |
| 9    | 昭和53年台風第3号                 | Polly  | 1978年6月20日 18時     | 長崎県/西彼杵半島     |
| 10   | 平成16年台風第6号                 | Dianmu | 2004年6月21日 9時30分  | 高知県室戸市付近      |

### 台風4号（ローズ）
197804・04W・クラリン

### 台風5号（シャーリー）
197805・05W・デリン

### 台風6号（トリックス）
197806・06W

### 台風7号（ヴァージニア）
197807・07W

### 台風8号（ウェンディ）
197808・08W・エマン

### 台風9号（アグネス）
197809・09W

### 台風10号（ボニー）
197810・10W

### 台風11号（カルメン）
197811・11W・イリアン

### 台風12号（デラ）
197812・12W・ヘリン

### 台風13号（13W）
197813

### 台風14号（エレイン）
197814・14W・ミディン

### 台風15号（フェイ）
197815・15W

### 台風16号（グロリア）
197816・16W・ノーミン

### 台風17号（へスター）
197817・17W

### 台風18号（イルマ）
197818・18W・ルピン

### 台風19号（ジュディ）
197819・19W

### 台風20号（キット）
197820・20W・ウディン

### 台風21号（ローラ）
197821・21W・ウェリン

### 台風22号（マミー）
197822・22W

### 台風23号（ニーナ）
197823・23W・ヤニン

### 台風24号（オーラ）
197824・24W・エイニン

### 台風25号（フィリス）
197825・27W

### 台風26号（リタ）
197826・29W・ケイディン

### 台風27号
197827

### 台風28号（テス）
197828・31W

### 台風29号（ヴィオラ）
197829・32W・エサン

### 台風30号（ウィニー）
197830・33W